# Ради Колесов
| Паметник с барелеф на Ради Колесов в Ямбол |
| Паметник с барелеф на Ради Колесов в Ямбол |

Ради Иванов Колесов е български възрожденска будител, книжовник, поет, преводач, художник и националреволюционер.
За краткия си живот от ненавършени 25 години проявява значителна възрожденска дейност в родния си град и в страната.
Основава първото читалище в Ямбол, в чиято изградена по-късно сграда се помещава и днешният професионален Драматичен театър „Невена Коканова“.
Колесов се включва дейно в подготовката на Дядо-Николовото въстание през 1855 – 1856 г.
Погребан е в двора на църквата  „Света Троица“ в кв. Каргона (Каргуна) в Ямбол.